# Bandeira de Brasiléia
A bandeira de Brasiléia é um dos símbolos oficiais de Brasiléia, município do Acre.

## Descrição
Seu desenho consiste em um retângulo dividido em quatro faixas verticais na proporção 1:1:1:2 nas cores azul, verde, amarelo e branco a partir do mastro. Um pouco acima do centro da faixa branca, que é mais larga que as demais, está o brasão municipal.